# Теодоріх II (король Бургундії)
Теодорік II (*Theuderich II, 587-613) — король Бургундії у 595-612 роках, Австразії у 612-613 роках. Молодший син Хільдеберта ІІ від королеви Фалеби. Правив у Бургундії зі столицею в Орлеані, під опікою своєї бабки королеви Брунгільди.

## Життєпис

### Регентство
Походив з династії Меровінгів. Син Хільдеберта II, короля Австразії, та наложниці. Рано втратив батька. Він успадкував Бургундію, в той час як Австразію отримав його старший брат Теодеберт II. Регентом в обох королівствах стала бабуся Брунгільда. Остання допомогла онукові впоратися з бунтівними феодалами королівства. Значний час Теодоріх II проводив в Ельзасі. Хроніст Фредегар повідомляв, що він був побожний і добре розбирався у військовій справі.
Періодом невизначеності скористалися Хлотар II, король Нейстрії, та його матір Фредегунда. Їхні війська захопили Париж з околицями. У битві при Лаффо війська Теодоріха II та його брата зазнали нищівної поразки. Втім у 597 році померла Фредегунда, що негативно вплинуло на внутрішню ситуацію в королівстві Нейстрія. Цим скористалася регентша Бургундії та Австразії. У 600 році війська останніх у битві при Дормеля завдали поразки армії Нейстрії. При цьому загинуло так багато народу, що вода в річці Орвенне зупинилася через велику кількість застиглої крові. В результаті мирної угоди Теодоріх II отримав область між річками Сена і Луара до кордонів з Бретанню.

### Король Бургундії
У 602 році об'єднані війська Теодоріха II та його брата здійснили похід проти Васконії. Горяни були приведені до покори і обкладені даниною, а на їхніх землях створено франкське герцогство.
В цей час стався конфлікт Теодеберта II та Брунгільди, внаслідок чого остання повністю перебралася до Бургундії. Тут вона почала налаштовувати Теодоріха II проти свого брата. Обидва королівства розпочали підготовку до війни, проте у 605 році уклали мир після загибелі австразійського майордома Протадія, очільника «військової партії».
Відтоді настав період певного миру. У 606 році пошлюбив Ерменберту, доньку вестготського короля Віттеріха. Втім, шлюб так і не відбувся: наклепи його бабки Брунгільди і його сестри Теодолінди налаштували короля проти нареченої. Через рік Теодорих відіслав Ерменберту назад до батька, але втримав у себе її багате придане. Сам більше часу проводив серед наложниць.
Втім у 610 році проти Теодоріха II рушило австразійське військо. Його брат Теодеберт II покликав Теодоріха II на перемовини до фортеці Сельц, де підступно захопив у полон. Король Бургундії вимушений був поступитися Ельзасом, Алеманією, Сентожем, Тургау, частиною Шампані.
Після звільнення Теодоріх II розпочав підготовку до війни, деякий час навіть намагався залучити на свій бік аварів. У 612 році рушив проти брата, якому завдав рішучих поразок у битвах при Тулі та Цюльпіху. Вирішальна битва відбулася біля Толбіака. Вона вважається однією з найкривавіших битв в історії франків. Теодоріх II переміг, після чого захопив брата, відправив того до Шалону, де незабаром наказав убити.

### Король Австразії
Слідом за перемогою над Теодебертом II у Меці коронувався правителем Австразії. Втім, у цей час Хлотар II, король Нейстрії, захопив важливу область Дентелен, що належала Австразії. Перед тим Теодоріх II обіцяв її королю Нейстрії за невтручання у війну з Теодебертом II.
Втім Теодоріх II вважав, що лише він мав право передати її Хлотарю II, як той не мав самочинно займати Дентелен. Тому на чолі чималого війська Теодоріх II рушив проти Нейстрії, але  раптово помер в дорозі від дизентерії.
Після його смерті Брунгільда оголосила старшого з позашлюбних дітей померлого короля — Сігіберта — новим правителем Австразії та Бургундії.

## Родина
- Сігіберт (601-10 жовтня 613). Страчений Хлотарем II.
- Хільдеберт (602-після 613). Після захоплення Бургундії Хлотарем II Хільдеберт утік, і його більше ніколи не бачили.
- Крамн (603-613)
- Меровей (604-після 613). Його хрещеним батьком був Хлотар II. Після того, як король Нестрії захопив королівство його батька, він наказав таємно відправити свого хрещеника до Нейстрії і помістити під нагляд графа Інгобада. Меровей залишався живим ще кілька років.